# 영광대마중학교
영광대마중학교(靈光大馬中學校)는 대한민국 전라남도 영광군 대마면 월산리에 있는 공립 중학교이다.

## 학교 연혁
- 1971년 1월 16일 : 영광대마중학교 설립 인가
- 1971년 3월 9일 : 개교 (9학급 164명)
- 2023년 3월 1일 : 제 21대 강희영 교장 부임
- 2025년 1월 9일 : 제52회 8명 졸업(총 4,180명)

## 참고 자료
- 영광대마중학교 - 한국교육학술정보원 학교알리미